# Holocene kalender

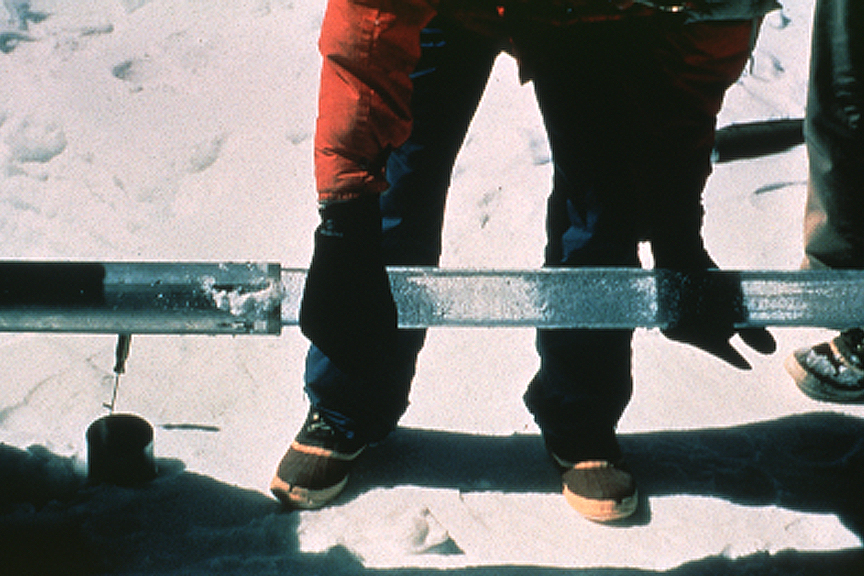
Een ijskern wordt uit een boorcilinder wordt gehaald. Met dit soort ijskernen is bepaald dat het Holoceen rond 9.700 v.Chr. is begonnen, het jaar 300 in de Holocene kalender.

De Holocene kalender (afgekort H.E., Engels voor Holocene Era of Human Era) is een voorgestelde, doch weinig of niet gangbare jaartelling vanaf het einde van de laatste ijstijd. De telling is gelijk aan de christelijke jaartelling, waarbij 10.000 jaren worden opgeteld. Het jaar 2000 was dus in de Holocene jaartelling het jaar 12.000. De jaartelling werd in 1993 door Cesare Emiliani voorgesteld, en was vooral bedoeld om het tellen van jaren in het Holoceen te vergemakkelijken in de archeologie, dendrochronologie en geschiedenis. Aan het begin van de Holocene jaartelling is de menselijke beschaving begonnen met de eerste vaste woonplekken en de landbouw. Menige belangrijke gebeurtenissen in de menselijke geschiedenis kunnen op die wijze op een doorlopende tijdschaal weergegeven worden.
Omdat de christelijke jaartelling de geboorte van Christus als startpunt neemt is deze minder inclusief voor andere culturen en werelddelen. Rond het jaar 9.500 v. Chr. werd begonnen met de bouw van de eerste megalithische tempel, de Göbekli Tepe in het huidige Turkije. Dit zou als beginpunt van de menselijke beschaving gezien kunnen worden en dit valt (met een afwijking van 500 jaar) ongeveer samen met het begin van de Holocene kalender. Het begin van de landbouw startte duizend jaar eerder waarmee de mensheid langzaamaan overstapte van jagers-verzamelaars naar de landbouwsamenleving. De overstap naar het gebruik van de Holocene kalender zou gemakkelijk zijn omdat bij oude kalenders, agenda's enz. slechts een "1" voor het jaartal geplaatst zou hoeven worden.
Aangezien de christelijke jaartelling gevoelsmatig stopt bij het jaar 1, zijn we ons minder bewust van wat zich hiervoor afspeelde, zoals bijvoorbeeld in het oude Egypte, de Indusbeschaving en de Chinese geschiedenis. Door het gebruik van de Holocene kalender wordt hier meer de aandacht op gevestigd.
In de christelijke jaartelling is er geen sprake van een jaar nul. Dat wil zeggen: na 1 v.Chr. volgt gelijk het jaar 1 n.Chr. Dit probleem wordt met de Holocene kalender ten dele verholpen. Jaartallen van de gregoriaanse kalender kunnen worden omgerekend naar de Holocene kalender door er 10.000 bij op te tellen voor jaartallen na Christus; of het Gregoriaanse jaartal van 10.001 af te trekken voor jaartallen voor Christus.

## Jaartallen

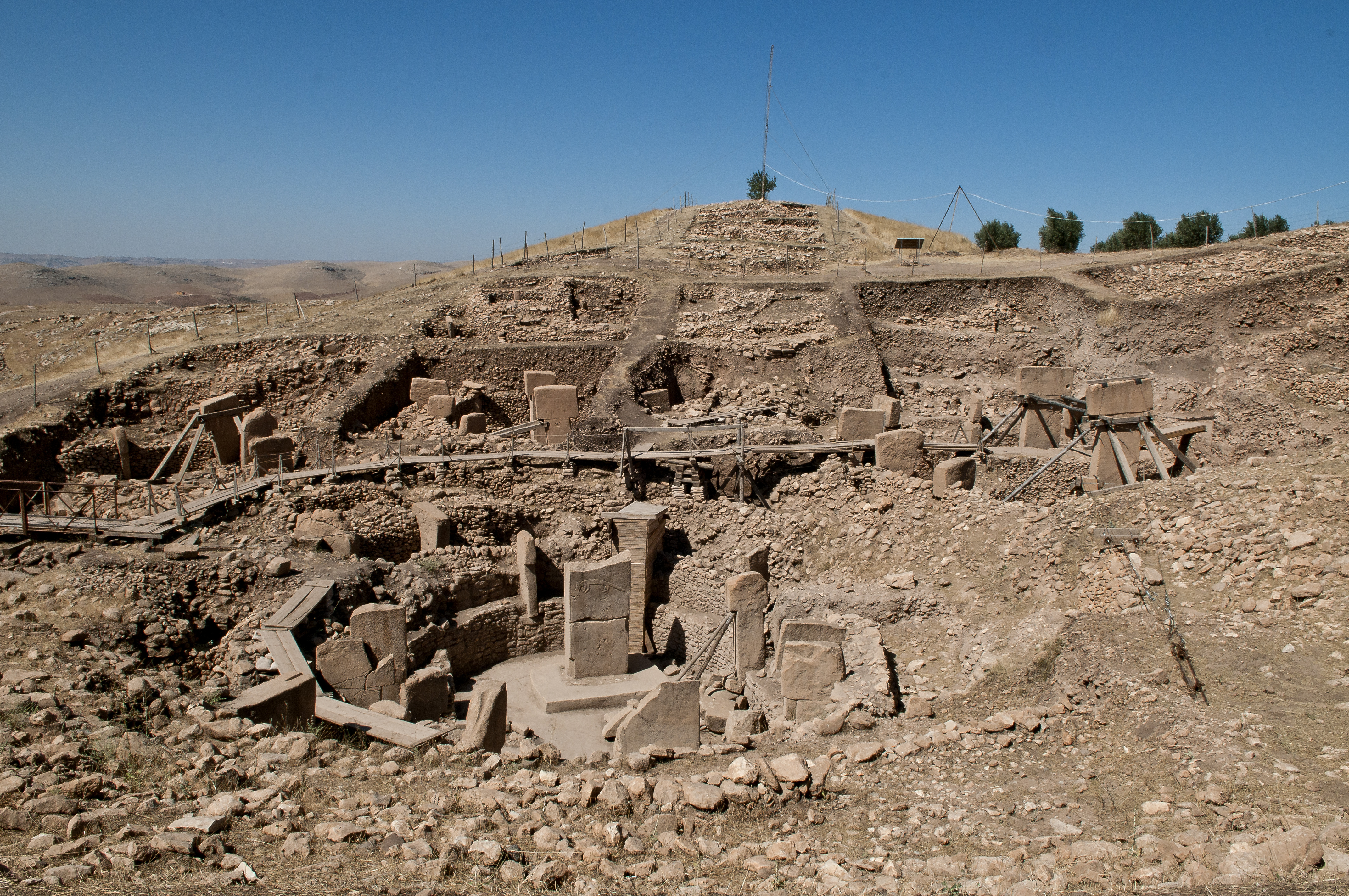
Göbekli Tepe. Met de bouw werd begonnen in het jaar 500 HE, wat overeenkomt met 9.500 v. Chr..

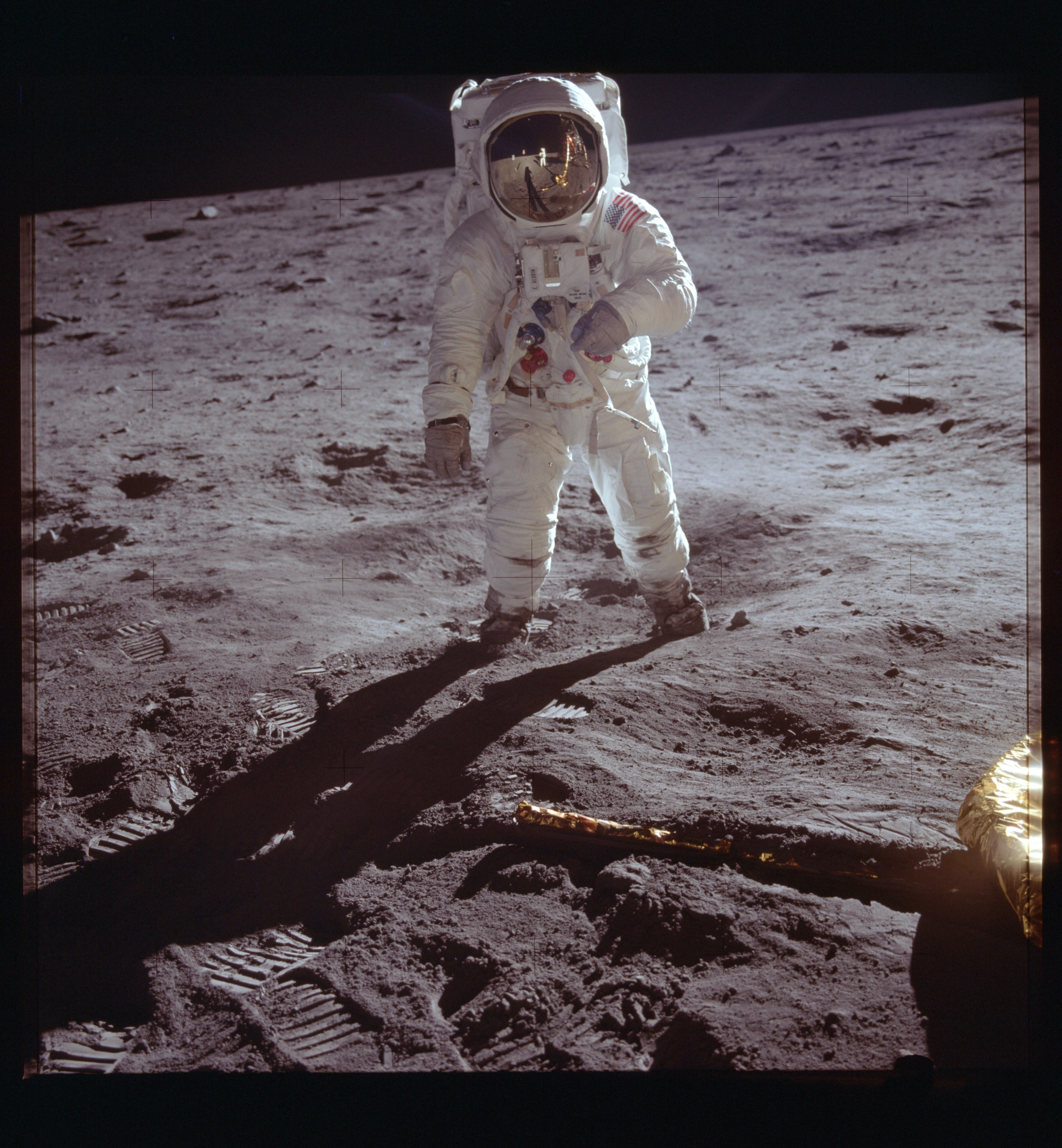
In het jaar 11.969 HE vond de eerste maanlanding plaats.

Een aantal belangrijke gebeurtenissen geplaatst in de holocene jaartelling:
- 0 HE - Het begin van de Holocene jaartelling.
- 300 HE - Het einde van het pleistoceen en begin van het holoceen.
- 500 HE - Begin van de bouw van Göbekli Tepe, de oudste megalithische tempel ter wereld.
- 2.000 HE - Bouw van de eerste stadsmuur, rond de stad Jericho.
- 5.000 HE - Begin der bronstijd.
- 6.000 HE - Het begin van de stedelijke revolutie met het ontstaan van stadstaten in Mesopotamië, zoals o.a. Oeroek.
- 6.700 HE - Het ontstaan van het eerste schrift; het pictografische schrift dat gebruikt werd door de Soemeriërs, waaruit rond 6.100 HE het spijkerschrift zou ontstaan.
- 7.000 HE - Het begin van de grote beschavingen; het Oude Egypte, de Indusbeschaving, de Minoïsche beschaving en Mesopotamië.
- 8.500 HE - Begin van de Olmeekse beschaving die het begin vormde van latere precolumbiaanse beschavingen.
- 8.800 HE - Ondergang van de meeste beschavingen rond de Middellandse Zee door aanvallen van de mysterieuze Zeevolken. Slechts de Egyptische beschaving wist te overleven. De Trojaanse Oorlog vond plaats rond deze tijd en in de Griekse geschiedenis spreekt men van het begin van de duistere eeuwen. Hierna begon de ijzertijd.
- 8.500 tot 9.600 - De Feniciërs beheersen de handel op de Middellandse Zee en stichten vele handelsposten. Later zouden de Grieken deze handel overnemen.
- 9.665 HE - (336 v.Chr.) Dood van Alexander de Grote, nadat hij grote delen van de toen bekende wereld wist te veroveren. Hij stichtte het grootste rijk dat de wereld tot dan gezien had.
- 9.885 HE - (146 v.Chr.) De Romeinen veroveren Karthago waarmee het Romeinse Rijk de overheersende macht in de Middellandse Zee wordt.
- 10.001 HE - Het jaar 1 van de Gregoriaanse kalender.
- 10.476 HE - (476) De val van het Westromeinse Rijk en het begin van de middeleeuwen.
- 11.492 HE - (1492) Christoffel Columbus ontdekt de Nieuwe Wereld.
- 11.777 HE - (1777) Eerste praktische toepassing met een stoommachine en het begin van de industriële revolutie.
- 11.969 HE - (1969) De eerste maanlanding.